# Railmonument
Een railmonument is in Nederland een railvoertuig, dat is opgenomen in het Nationaal Register Railmonumenten van Historisch Railvervoer Nederland (HRN) en voldoet aan zowel de algemene criteria van het Register als aan de specifieke criteria - volgens de betreffende behoudsorganisatie - voor het type railvoertuig.
Anno 2014 staan in het register 1418 objecten geregistreerd. Hiervan zijn er:
- 485 in de categorie Hoofdspoor
- 15 in de categorie Lokaalspoor
- 132 in de categorie Interlokale tram
- 171 in de categorie Lokale tram
- 628 in de categorie Industriespoor

Soorten voertuigen
- 51 Stoomlocomotieven
- 314 Diesellocomotieven
- 7 Dieselmotorrijtuigen
- 12 Dieselstellen
- 21 Elektrische locomotieven
- 121 Elektrische motorrijtuigen
- 6 Elektrische stellen
- 25 Overig tractiematerieel
- 160 Personenrijtuigen
- 618 Goederenwagens
- 30 Post- en bagagewagens
- 17 Dienstmaterieel
- 18 Overig materieel

Status (cultuur-historische waarde)
- 213 hebben er de A-status
- 189 hebben er de B-status
- 419 hebben er de C-status
- 590 hebben geen status

Hierbij is de A-status de hoogste waarde, vergelijkbaar met rijksmonument, de C-status de laagste waarde. De overige objecten zijn nog niet ingedeeld.
Deze aantallen zeggen alleen iets over de inventarisatie op lijsten, maar niet alle bestaande museumobjecten zijn geregistreerd als monument, terwijl er ook dubbeltellingen in voorkomen. Voorts zijn bij diverse voertuigen (met A-, B- of C-status) beschrijvingen opgenomen die een indruk geven van de geschiedenis en kenmerken ervan.
De ingeschreven railmonumenten bevinden zich op vele locaties in Nederland, doch meestal wel op een plek met een aansluiting op het spoorwegnet, een tramnet of een industriespoor.